# 普施特角

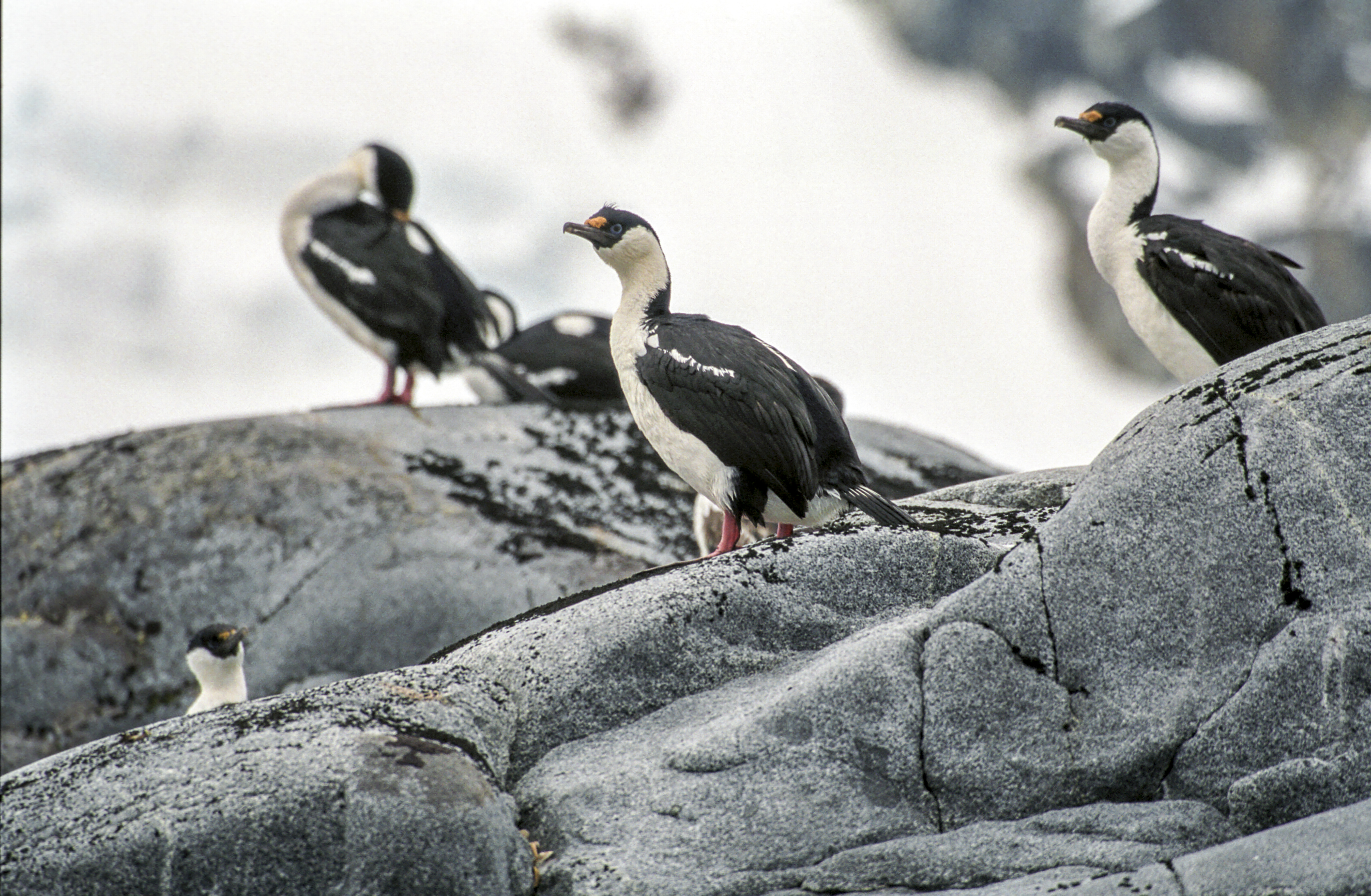

普施特角（英語：Pursuit Point）是南極洲的海岬，位於帕默群島的溫克島東南部，該海岬被國際鳥盟列為重點鳥區，是約200雙南極企鵝和140雙藍眼鸕鷀的棲息地。
64°55′S 63°27′W / 64.917°S 63.450°W